# Puccinia azteca
Puccinia azteca ist eine Ständerpilzart aus der Ordnung der Rostpilze (Pucciniales). Der Pilz ist ein Endoparasit des Goldhafers Trisetum virletii. Symptome des Befalls durch die Art sind Rostflecken und Pusteln auf den Blattoberflächen der Wirtspflanzen. Sie ist ein Endemit Mexikos.

## Merkmale

### Makroskopische Merkmale
Puccinia azteca ist mit bloßem Auge nur anhand der auf der Oberfläche des Wirtes hervortretenden Sporenlager zu erkennen. Sie wachsen in Nestern, die als gelbliche bis braune Flecken und Pusteln auf den Blattoberflächen erscheinen.

### Mikroskopische Merkmale
Das Myzel von Puccinia azteca wächst wie bei allen Puccinia-Arten interzellulär und bildet Saugfäden, die in das Speichergewebe des Wirtes wachsen. Aecien oder Spermogonien der Art sind nicht bekannt. Die Uredien des Pilzes wachsen auf den Blattoberflächen der Wirtspflanze und sind gelb. Ihre hyalinen bis gelben Uredosporen sind breitellipsoid bis eiförmig, 23–28 × 20–23 µm groß und fein stachelwarzig. Die schwarzbraunen Telien der Art sind früh unbedeckt und kompakt. Die hell kastanienbraunen Teliosporen sind zweizellig, in der Regel keulig bis langkeulig und 50–160 × 14–18 µm groß; ihre Stiele sind golden und rund 10 µm lang.

## Verbreitung
Das bekannte Verbreitungsgebiet von Puccinia azteca umfasst nur die Desierto de los Leones nahe Mexiko-Stadt.

## Ökologie
Die Wirtspflanze von Puccinia azteca ist der Goldhafer Trisetum virletii. Der Pilz ernährt sich von den im Speichergewebe der Pflanzen vorhandenen Nährstoffen, seine Sporenlager brechen später durch die Blattoberfläche und setzen Sporen frei. Die Art verfügt über einen Entwicklungszyklus, von dem bislang lediglich Telien und Uredien sowie deren Wirt bekannt sind; Spermogonien und Aecien konnten dem Pilz nicht zugeordnet werden.